# Manutenção de aeronaves
A manutenção de aeronaves é o desempenho de tarefas necessárias para garantir a aeronavegabilidade contínua de uma aeronave ou dos componentes de uma aeronave, incluindo revisão, inspeção, substituição, correção de defeitos e incorporação de modificações, além de cumprimento das diretrizes de aeronavegabilidade e reparos. No Brasil, o órgão regulador responsável pela fiscalização do setor é a Agência Nacional de Aviação Civil.

## Etapas
Entre as várias ações requeridas na manutenção, estão:
- o desenvolvimento de programa de manutenção de aeronave, de acordo com as especificações dadas pelo fabricante;

- o monitoramento, controle e implementação de diretriz de diretrizes de aeronavegabilidade emitidas por órgãos reguladores de aviação civil;

- o monitoramento, controle e implementação de boletins de serviço publicadas pelo fabricante da aeronave ou do componente específico, visando sua melhoria;

- a execução de revisão geral, reparo, inspeção, ou qualquer outra tarefa de manutenção, de acordo com o programa de manutenção da aeronave e com os dados do fabricante;

- a realização de inspeções periódicas requeridas, baseadas no tempo calendárico ou no tempo em serviço ou em ciclos de voo/aterrissagem.

## Programas de manutenção
Periódicamente são efectuadas revisões (check) aos aviões de acordo com um determinado tempo de utilização. Existem quatro tipo de checks: Check A e Check B, consideradas revisões de rotina; e Check C e Check D, de duração e análise mais aprofundada.

### Check A
É uma revisão simples efetuada cerca de uma vez por mês, durante a noite, no local onde o avião estacionou junto ao terminal do aeroporto. Varia de acordo com o tipo de aeronave, e com o número de ciclos (ciclo: uma descolagem e aterragem), ou com o número de horas voadas desde a última revisão.

### Check B
É uma revisão que pode ter como base os dias do calendário ou horas de voo. Em grandes companhias comerciais, onde as aeronaves voam um número de horas elevado, pode ocorrer por exemplo, de três em três meses.
O ideal é que esse check seja efetuado em hangares ao invés da pista onde a aeronave estacionou.
Seu tempo de duração é aproximadamente 48 horas.

### Check C
É uma revisão que ocorre a cada 12 a 18 meses. Implica que o avião deixe de operar durante um largo período de tempo, influenciando na própria operação corrente da companhia aérea, e efectuada num hangar de um centro de manutenção.

### Check D
É a revisão mais aprofundada e demorada. É feita a cada 4 a 5 anos e implica  no parcial ou total desmantelamento da aeronave para inspeção. É feita num hangar de um centro de manutenções. Os aviões que estão chegando ao seu fim de vida (phase out), são habitualmente estacionados num hangar até à próxima revisão D, devido ao seu elevado custo.